# Bulverde
Bulverde – miasto w Stanach Zjednoczonych, w stanie Teksas, w hrabstwie Comal.